# John Boyle (calciatore)
John Boyle (Motherwell, 25 dicembre 1946) è un allenatore di calcio ed ex calciatore scozzese, di ruolo centrocampista.

## Carriera

### Giocatore
Dopo aver giocato per alcuni anni nelle giovanili del Chelsea, club della prima divisione inglese, esordisce tra i professionisti con i Blues all'età di 18 anni nella stagione 1964-1965; trascorre con il club nove stagioni consecutive, tutte in prima divisione, per un totale di 198 presenze e 10 reti in incontri di campionato, oltre a 11 presenze in Coppa delle Coppe ed 11 presenze ed una rete in Coppa delle Fiere. Vince inoltre una FA Cup (giocando da titolare in finale), una Coppa di Lega e la Coppa delle Coppe 1970-1971. Nella prima parte della stagione 1973-1974 gioca in prestito al Brighton, in terza divisione, per poi dopo 10 partite giocate con i Seagulls trasferirsi al Leyton Orient, con cui gioca in seconda divisione fino al termine della stagione 1974-1975, per un totale di 18 presenze con il club londinese; gioca infine per una stagione (la sua ultima in carriera) nella NASL con i T.B. Rowdies, venendo nominato tra i NASL All-Stars e vincendo il campionato.
In carriera ha totalizzato complessivamente 226 presenze e 10 reti nei campionati della Football League.

### Allenatore
Nel 1977 ha allenato i Tampa Bay Rowdies.

## Palmarès

### Giocatore

#### Competizioni nazionali
- Coppa d'Inghilterra: 1

Chelsea: 1969-1970
- Coppa di Lega inglese: 1

Chelsea: 1964-1965
- Campionato NASL: 1

Tampa Bay Rowdies: 1975

#### Competizioni internazionali
- Coppa delle Coppe: 1

Chelsea: 1970-1971